# Пичугов, Виктор Александрович
Виктор Александрович Пичугов (род. 29 мая 1958 года, пос. Тайгинка Кыштымского района Челябинской области, РСФСР, СССР) — российский политик и бизнесмен, член Совета Федерации (2006—2015). После ухода из политики занимается бизнесом (председатель Совета директоров Группы компаний «Джей Ви Пи»), оказался замешан в ряде скандалов.

## Биография
В 1985 году окончил Саратовский нефтегазоразведочный техникум. В 2000 году окончил Негосударственное образовательное учреждение профессионального образования «Институт бизнеса и права» в Санкт-Петербурге по специальности «менеджмент», в 2004 году — по специальности «финансы и кредит».
В 1976 году, окончив школу и СПТУ-12, работал слесарем-ремонтником обогатительной фабрики Кыштымского графито-каолинового комбината. С 1976 года, с перерывом на службу в армии, жил и работал в Ханты-Мансийском автономном округе Тюменской области, пройдя путь путь от рабочего до генерального директора. Участвовал в открытии ряда нефтегазовых месторождений.
В 1976—1979 годах — слесарь Аганского СМУ треста «Тюменьгеолстрой», затем тракторист Аганской НГРЭ. С 1979 по 1981 годы проходил действительную службу в Вооружённых силах СССР. В 1981—1994 годах – машинист компрессора цеха испытания скважин, мастер, начальник цеха испытания, заместитель начальника Аганской нефтеразведочной экспедиции (НГРЭ).
С 1994 по 1996 генеральный директор СП «Голойл». В 1996 году стал президентом ОАО «Аганнефтегазгеология» (позднее ОАО «Многопрофильная компания „Аганнефтегазгеология“»). В 2005 году, уже после отставки Пичугова, её купила «Русснефть» Михаила Гуцериева).
В 2001 году избран депутатом Думы Ханты-Мансийского автономного округа – Югры третьего созыва на непостоянной основе от Нижневартовского избирательного округа № 9, был членом Комиссии по бюджету. С 2003 по 2006 годы — заместитель, затем глава Нижневартовского района. Был депутатом Думы Ханты-Мансийского автономного округа. С апреля 2006 по октябрь 2015 года представлял в Совете Федерации Федерального Собрания Российской Федерации законодательный (представительный) орган государственной власти Ханты-Мансийского автономного округа – Югры.
В 2004 году учредил «Фонд возрождения п. Тайгинка» для развития социальной сферы посёлка и города Кыштыма.
Занимал 9-ю строчку в ретинге Forbes «Власть и деньги. Рейтинг доходов федеральных чиновников — 2013»
Имеет особняк на Рублевке по соседству с Вячеславом Фетисовым и бывшей женой Дмитрия Якубовского.
В 2019 году получил гражданство Кипра.

### Совет Федерации
С июня по июль 2009 — член Комитета СФ по финансовым рынкам и денежному обращению, с июля 2009 по октябрь 2010 — заместитель председателя Комитета СФ по финансовым рынкам и денежному обращению, с октябрь 2010 по март 2011 — первый заместитель председателя Комитета СФ по финансовым рынкам и денежному обращению, с июля 2006 по октябрь 2010 — член Комиссии СФ по естественным монополиям, с марта 2007 по июнь 2009 — член Комитета СФ по природным ресурсам и охране окружающей среды, с июля 2006 по март 2007 — член Комитета СФ по делам Севера и малочисленных народов, с июля 2006 по март 2011 — член Комиссии СФ по контролю за обеспечением деятельности СФ.
С ноября по декабрь 2011 — член Комитета СФ по бюджету и финансовым рынкам, с декабря 2011 по октябрь 2015 — член Комитета СФ по Регламенту и организации парламентской деятельности, с апреля по ноябрь 2011 — первый заместитель председателя Комитета СФ по финансовым рынкам и денежному обращению, с апреля по ноябрь 2011 — член Комиссии СФ по контролю за обеспечением деятельности СФ.
Во время работы в Совфеде Пичугов не раз признавался одним из самых богатых сенаторов. Например, в 2014 году Пичугов занял 2-е место среди членов Совета Федерации по доходам (его семья заработала в общей сложности 364 млн рублей за год). Также владел недвижимостью в Монако и Великобритании.

## Личная жизнь
Женат на племяннице экс-губернатора ХМАО Александра Филипенко, двое детей.

## Награды
- 1999 — Медаль ордена «За заслуги перед Отечеством» II степени.
- 2004 — Почётная грамота Совета Федерации Федерального Собрания Российской Федерации.
- 2010 год — Почётный нагрудный знак Ханты-Мансийского автономного округа — Югры «За вклад в развитие законодательства».[8]
- 2013 — Благодарность Президента РФ.[14].
- Почётный знак СФ ФС РФ «За заслуги в развитии парламентаризма».

Звание «Почётный гражданин города Кыштыма» присвоено Виктору Александровичу Пичугову решением Собрания депутатов Кыштымского городского округа № 102 от 24 мая 2007 года.